# MLW Fusion
MLW Fusion o semplicemente Fusion è un programma televisivo di wrestling prodotto dalla Major League Wrestling che va in onda dal 20 aprile 2018 su beIN Sports.
La sigla di apertura è Bait di Wale.

## Storia
Il 30 marzo 2018, la Major League Wrestling ha annunciato la sua partnership con beIN Sports e che la rete avrebbe trasmesso gli episodi settimanalmente. Successivamente, MLW ha annunciato che le registrazioni si sarebbero svolte al Gilt Nightclub di Orlando, in Florida e che sarebbe andato in onda venerdì sera a partire dal 20 aprile 2018. Il 19 settembre, è stato annunciato l'accordo con FITE TV e su beIN Sports in lingua spagnola.
Il 29 novembre, è stato annunciato che il 14 dicembre Fusion sarebbe andato in onda in diretta per la prima volta. Da allora la compagnia trasmettere periodicamente alcuni speciali live.
Nel gennaio 2019, va in onda su EGO TV in Israele, primo paese a trasmettere il programma fuori dagli Stati Uniti. Nel febbraio 2019 è stato annunciato che Fusion si sarebbe spostato dal venerdì al sabato sera. Il 10 settembre, MLW ha annunciato che sarebbe stato spostato al mercoledì sera su fubo Sports Network. Il 10 ottobre, è stato rivelato che sarebbe tornato il 18 novembre alle 19:00 e i nuovi episodi sarebbero stati anche presentati in anteprima sul canale YouTube della compagnia nella stessa sera.

## Location
Inizialmente, la maggior parte degli episodi erano stati registrati al Gilt Nightclub di Orlando, in Florida. Nel maggio 2018, MLW ha annunciato che avrebbero tenuto registrazioni televisive al Melrose Ballroom di New York il 19 luglio Successivamente, le registrazioni si sono tenute in diverse sedi negli Stati Uniti, di solito una volta al mese.

## Episodi speciali
| Episodio                        | Data              | Note                                                             |
| ------------------------------- | ----------------- | ---------------------------------------------------------------- |
| Battle Riot                     | 27 luglio 2018    | Primo Battle Riot match                                          |
| WarGames                        | 14 settembre 2018 | Presenza dei War Games match                                     |
| MLW Fusion: Halloween Special   | 26 ottobre 2018   |                                                                  |
| MLW Fusion Live                 | 14 dicembre 2018  | Primo episodio in diretta                                        |
| MLW Fusion: Christmas Special   | 25 dicembre 2018  |                                                                  |
| MLW Fusion Marathon             | 31 dicembre 2018  |                                                                  |
| SuperFight                      | 2 febbraio 2019   | Speciale in diretta                                              |
| Intimidation Games              | 2 marzo 2019      | Speciale in diretta                                              |
| Battle Riot II                  | 5 aprile 2019     | Speciale in diretta                                              |
| Fury Road                       | 1º giugno 2019    | Speciale in diretta                                              |
| Kings of Colosseum              | 6 luglio 2019     | Speciale in diretta                                              |
| War Chamber                     | 14 settembre 2019 | Primo War Chamber match                                          |
| The Restart                     | 18 novembre 2020  | Ritorno degli show MLW dall'inizio della pandemia di COVID-19    |
| Kings of Colosseum              | 6 gennaio 2021    | Speciale in diretta                                              |
| Salina de la Renta's MLW Fusion | 13 gennaio 2021   | Primo episodio con Salina de la Renta come produttrice esecutiva |
| Filthy Island                   | 17 febbraio 2021  | Episodio registrato alle Hawaii                                  |
| Never Say Never                 | 31 marzo 2021     |                                                                  |

## Commentatori
| Commentatori                                | Data                                                        |
| ------------------------------------------- | ----------------------------------------------------------- |
| Tony Schiavone e Rich Bocchini              | 11 gennaio 2018-19 luglio 2018 3 agosto 2019-7 ottobre 2019 |
| Tony Schiavone e Rich Bocchini/Matt Striker | 19 luglio 2018-23 febbraio 2019                             |
| Rich Bocchini e Jim Cornette                | 2 marzo 2019-27 luglio 2019                                 |
| Rich Bocchini e A.J. Kirsch                 | 14 ottobre 2019-23 maggio 2020                              |
| Rich Bocchini e Saint Laurent               | 18 novembre 2020-24 marzo 2021                              |
| Ray Flores e Saint Laurent                  | 31 marzo 2021–presente                                      |